# Lugnano in Teverina
Lugnano in Teverina ist eine italienische Gemeinde mit 1404 Einwohnern (Stand 31. Dezember 2023) in der Provinz Terni in der Region Umbrien und ist Mitglied der Vereinigung I borghi più belli d’Italia (Die schönsten Orte Italiens).

## Geografie
Die Gemeinde erstreckt sich über rund 30 km². Sie liegt etwa 60 km südlich der Regionalhauptstadt Perugia und rund 25 km westlich der Provinzhauptstadt Terni im Teverinatal. Sie liegt in der klimatischen Einordnung italienischer Gemeinden in der Zone E, 2 127 GR/G.
Zum Ort gehören zudem Collesecco (350 m s.l.m., ca. 50 Einwohner), Fontana (340 m, ca. 20 Einwohner) und Mori (313 m, ca. 15 Einwohner).
Die Nachbargemeinden sind Alviano, Amelia, Attigliano und Graffignano (VT).

## Geschichte
Die Gegend um Lugnano wurde spätestens zu Zeiten der Römer bewohnt, die dort den Poggio Gramignano im 1. Jahrhundert v. Chr. errichteten. Von überregionaler Bedeutung ist der als ‚Kindernekropole‘ („Necropoli dei bambini“) bekannte Friedhof aus dem frühen 5. Jahrhundert, der zum einen eine Malariaepidemie belegt, zum anderen zeigt, mittels welcher Rituale die Angst vor der Rückkehr der Toten gebannt wurde.
Die Geschichte des heutigen Ortes beginnt um das Jahr 1000, als die Grafen von Montemarte den Ort regierten. Danach folgten die Bovaciani di Todi aus Todi ab 1147. Nach kurzzeitigen anderen Machthabern folgten die Orsini am Anfang des 14. Jahrhunderts, danach herrschte Tommaso di Alviano aus Alviano ab 1370 mit der Gunst des Kirchenstaates. 1449 ließ Papst Pius II. die Stadtmauern verstärken. Trotzdem wurde die Stadt 1497 von Bartolomeo d’Alviano und 1502 von seinen Brüdern Bernardino und Aloisio d’Alviano aus dem ghibellinischen Alviano eingenommen. Bereits sechs Jahre später erklärt der Ort seine eigenen Statuten (Statuto della Terra di Lugnano).

## Sehenswürdigkeiten

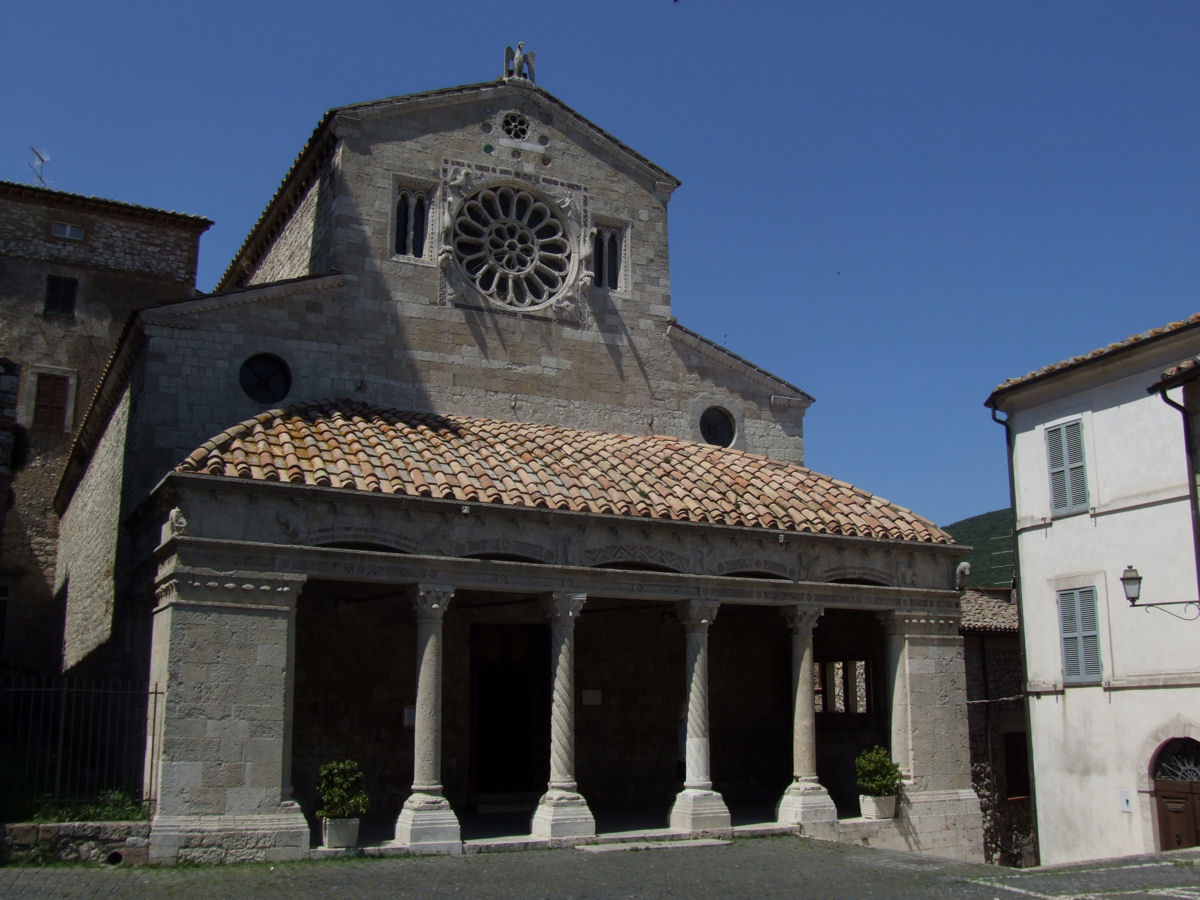
Die Collegiata di Santa Maria Assunta

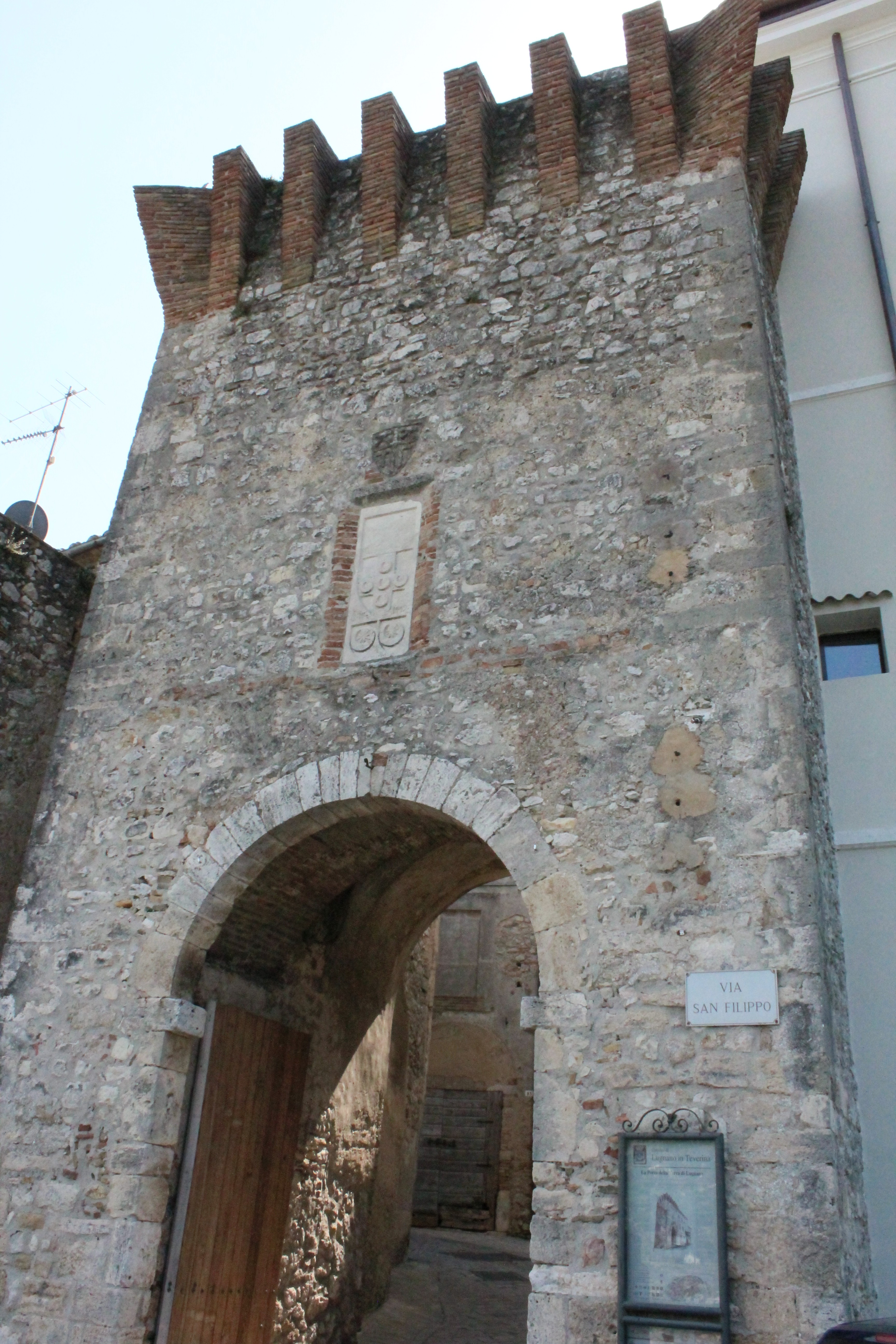
Das Stadttor Porta Sant’Antonio (auch Porta della Terra di Lugnano genannt)

- Collegiata di Santa Maria Assunta, Hauptkirche des Ortes im historischen Zentrum aus dem 12. Jahrhundert mit vorgelagertem Portikus von 1230. Im Inneren wird das tonnengewölbte Mittelschiff von Seitenschiffen mit Kreuzgratgewölbe flankiert. Die Kapitelle der trennenden Säulen zeigen teils figürliche, teils ornamentale Motive. Der Fußboden ist mit Kosmatenmosaik verziert. Hinter dem Altar ist die „Himmelfahrt Mariens“ mit den Heiligen Franziskus und Sebastian von Nicolò Alunno (nach 1482 entstanden) zu sehen,[7] in einer Kapelle rechts die „Enthauptung des Täufers“ von Livio Agresti (entstanden um 1571).[7]
- L’Antiquarium, Antiquarium im Palazzo Comunale, enthält Teile der romanischen Villa Poggio Gramignano.[2]
- Santa Chiara, Kirche im Ortskern an der Piazza Marconi. Enthielt ein Orgel, die im Jahr 1756[8] von Johann Konrad Wörle (1701–1777, auch Giovanni Corrado Verlé) erbaut wurde.[7] Diese Orgel befindet sich heute in der Collegiata und wurde 2005 von Marco Laurenti restauriert.[9]
- Sant’Andrea, ehemalige Kirche im Ortskern an der Piazza Marconi. Entstand 1573 zusammen mit dem Kloster Monastero della Santissima Annunziata und gehörte zuerst zum Augustinerorden und danach den Benediktinern.[10]
- Sant’Angelo, Kirche im Ortskern
- Sant’Antonio abate, Kirche kurz außerhalb der Wehrmauern, entstand im 16. Jahrhundert als Begräbnisstätte der Familie Vannicelli.[10]
- Palazzo Pennone, auch Palazzo Ridolfi-Farnese genannt, Gebäude im Ortskern aus dem Jahr 1650.
- Piazza della Rocca, höchster Punkt im Ort, an dem der Palazzo Vannicelli steht.
- Porta Sant’Antonio (auch Porta della Terra di Lugnano genannt), noch vorhandenes Stadttor aus dem 9. Jahrhundert, das auf Willen von Papst Leo IV. entstand.[11]
- Madonna dei Pini, Kirche kurz östlich des Ortskerns, 17. Jahrhundert.[10]
- Chiesa della Maestà, Kirche kurz westlich des Ortskerns, die wahrscheinlich im 15. Jahrhundert entstand.[12]
- Chiesa e Convento dei Cappuccini, mit der Kirche Sant’Antonio di Padova, 1579 entstandene Kirche und Konvent, der bis 1928 von den Kapuzinern genutzt wurde.[13]
- Chiesa e Convento di San Francesco, 1229 errichtete Kirche und Konvent, der sich südlich von Lugnano in Teverina befindet und 1450 erweitert wurde. Der Campanile und der Kreuzgang stammt aus dem Jahr 1608.[14] Enthält das Werk Decollazione di San Giovanni Battista von Livio Agresti (* 1508; † 1580), auch Ritius oder Ricciutello genannt, italienischer Maler der Renaissance und des Manierismus.
- Santa Maria del Ramo (auch di Ramici genannt), Kirche außerhalb des Ortskerns nahe der Straße nach Attigliano. Entstand im frühen 15. Jahrhundert.[15]
- Poggio Gramignano, auch Villa Rustica genannt, Römervilla kurz außerhalb des Ortskerns aus dem 1. Jahrhundert v. Chr., bewohnt bis ins 3. Jahrhundert n. Chr., wurde dann bis zum 5. Jahrhundert als Nekropole benutzt.[2]

## Bilder

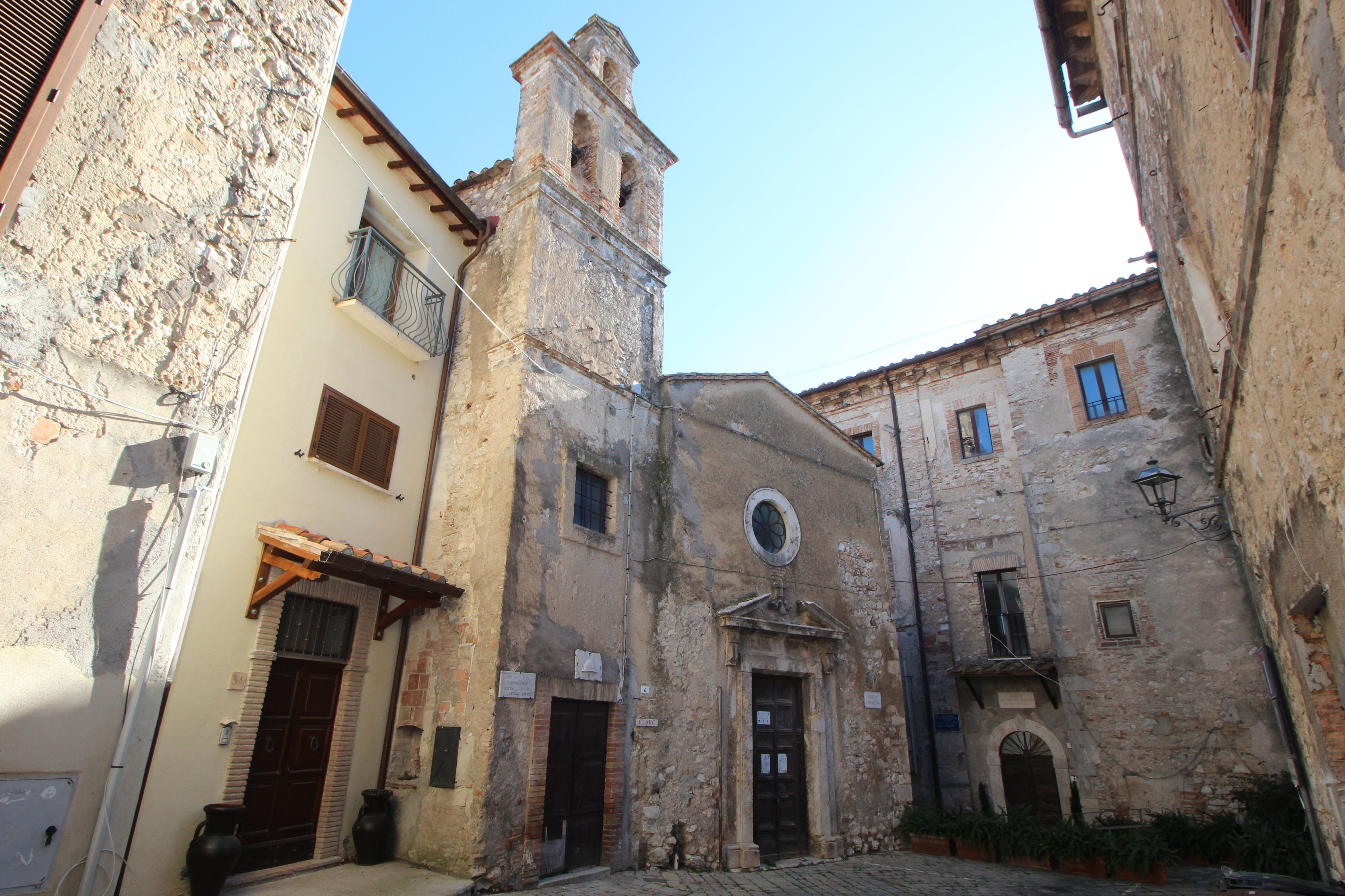
Die ehemalige Kirche Sant’Andrea im Ortskern
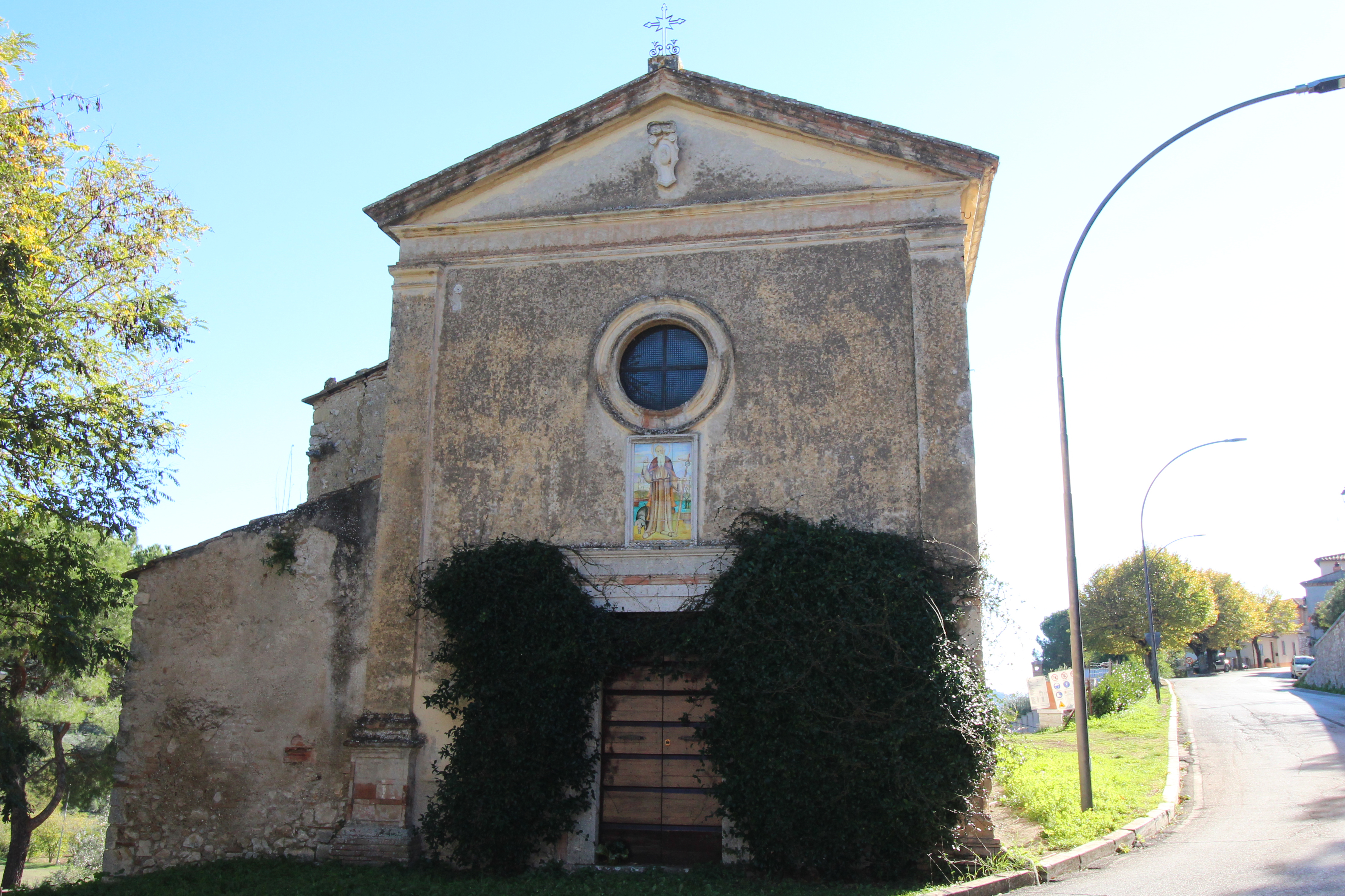
Sant’Anonio abate, Kirche kurz östlich der Altstadt
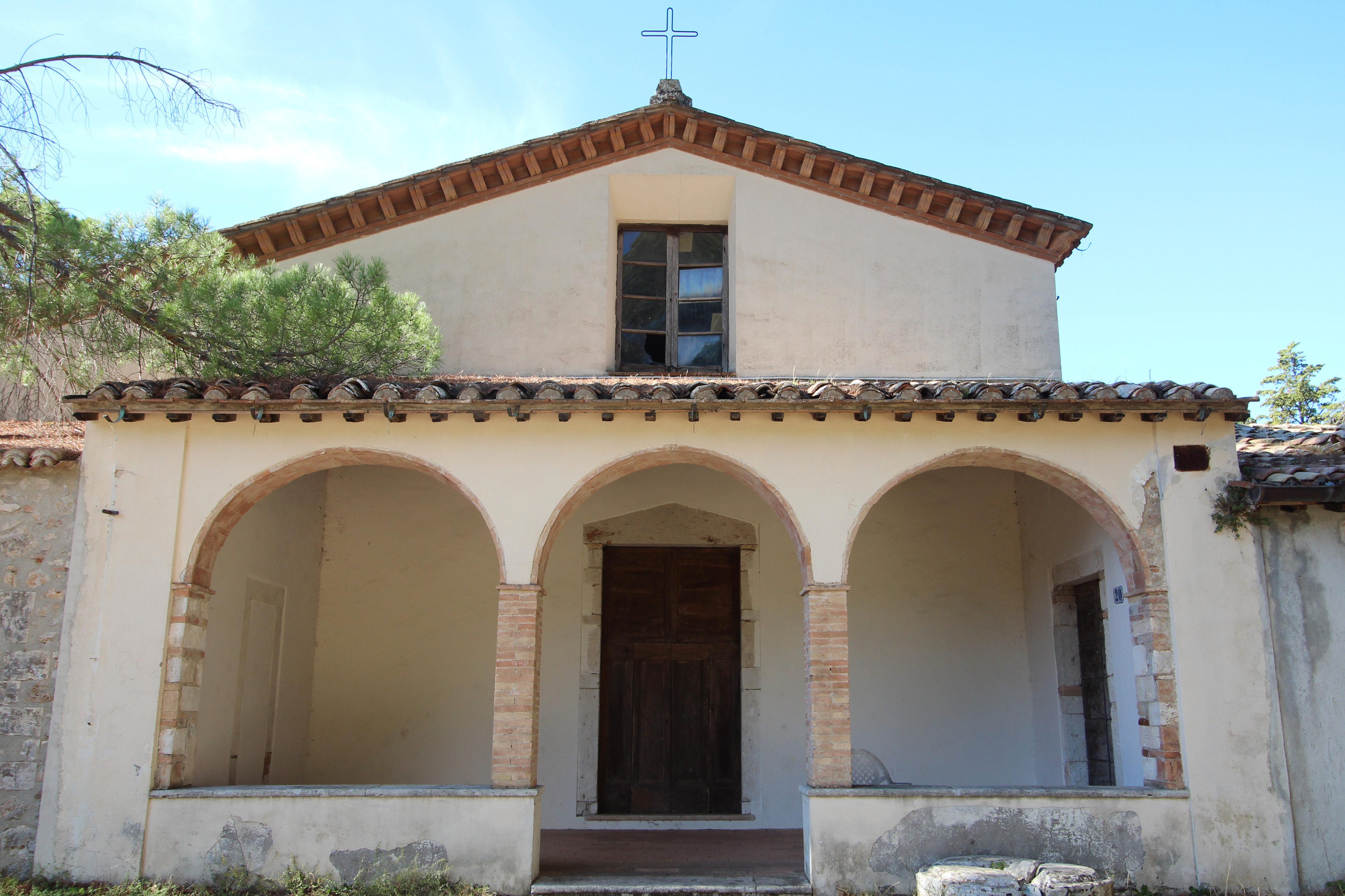
Sant’Antonio di Padova, Kirche des Kapuzinerkonvents nördlich der Altstadt
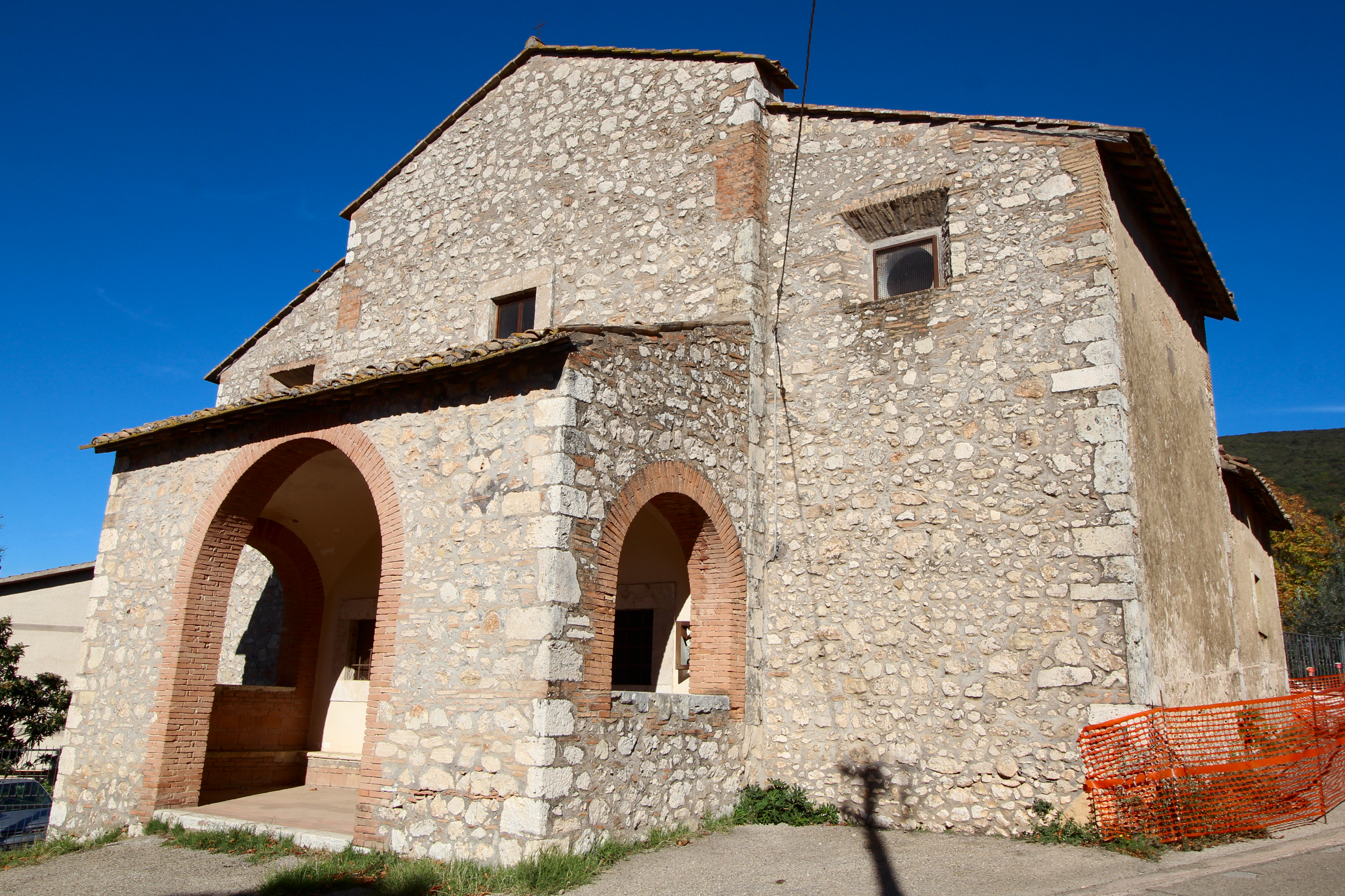
Madonna dei Pini, östlich der Altstadt
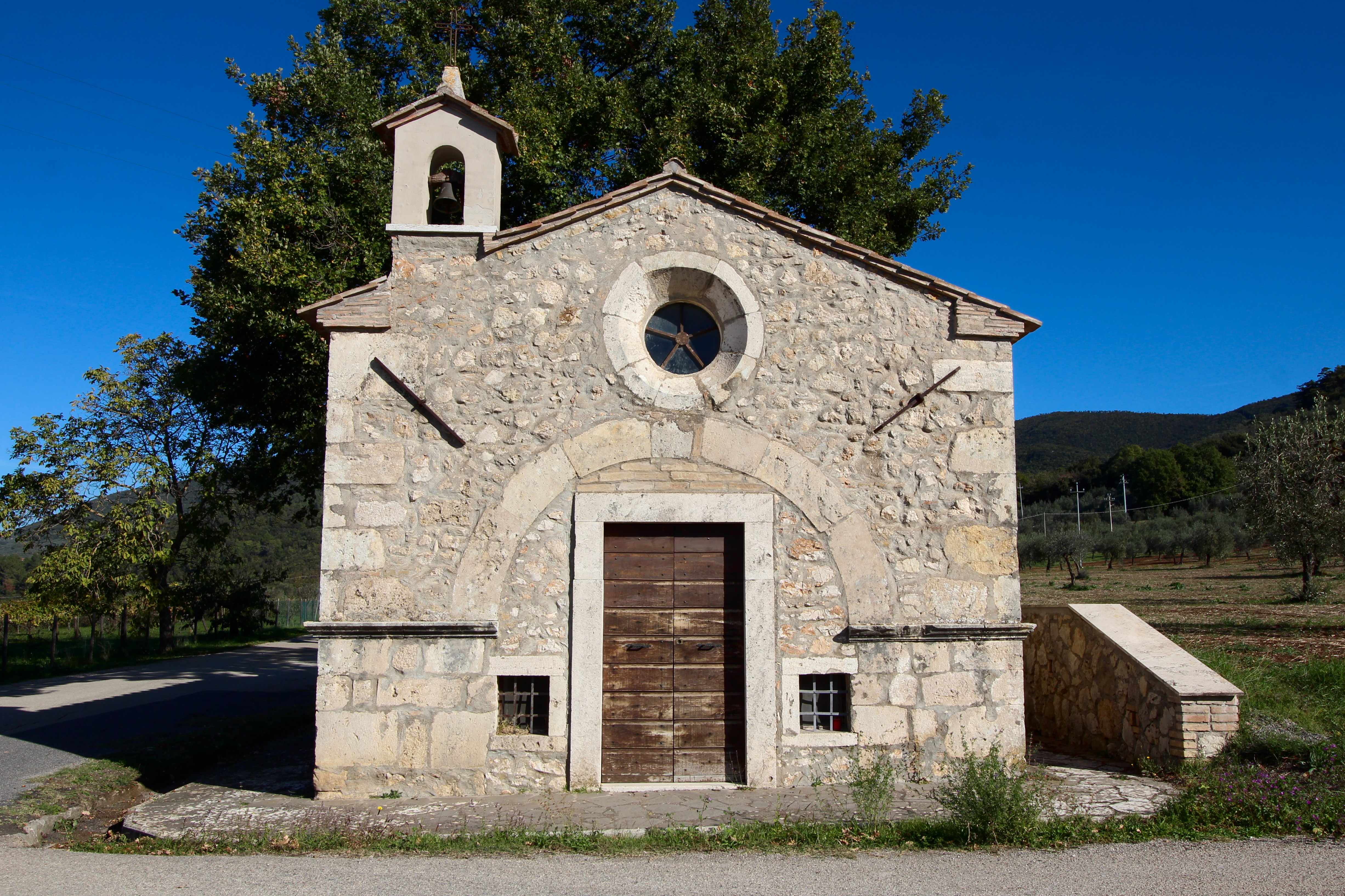
Chiesa della Maestà, westlich der Altstadt

## Verkehr
- Der nächstgelegene Bahnhof ist die Haltestelle Attigliano-Bomarzo. Sie liegt an der Bahnstrecke Florenz-Rom und ist etwa 10 km entfernt.
- Der nächstgelegene Anschlusspunkt an den Fernverkehr liegt in Attigliano. Hier befindet sich eine Anschlussstelle an die A1 (Autostrada del Sole). Sie liegt etwa 10 km entfernt.